# Galbella cuneiformis
Galbella cuneiformis es una especie de escarabajo del género Galbella, familia Buprestidae. Fue descrita científicamente por Kerremans en 1898.